# Burg Marktsteinach
Burg Marktsteinach oder Veste Steynach, auch Burg Nordecke genannt, ist die Ruine einer Burg am Nordende von Marktsteinach (Hauptstraße), einem Ortsteil der Gemeinde Schonungen im Landkreis Schweinfurt in Bayern.

## Geschichte
Erstmals wird die im Talgrund des Dorfes errichtete „Veste Steynach“ am 8. Juli 1151 urkundlich erwähnt und ging später mit dem Markt und dem Land „Steinaha“ von den Grafen von Henneberg an den Bischof Eberhard II. von Bamberg. 1239 wird die Burg erstmals als Würzburger Stiftslehen der Henneberger aufgeführt. Als weitere Lehensbesitzer werden die Herren von Steinach, 1356 bis 1407 die Herren von Wenkheim und von 1407 bis 1490 die Herren von Eberstein genannt. In der Zeit der Ebersteiner verlor die Burg ihre Bedeutung, wie in der Marktsteinacher Chronik beschrieben: „eine bischöfliche Würzburger Landesfestung zum Schutze der zur Stadt ziehenden Kaufmannszüge gegen riesige Wegelagerer“. Die Knechte der Ebersteiner wurden zu Raubgesindel, was Bischof Gottfried von Würzburg veranlasste, 1450 mit 5000 Mann „am Dienstag Praxedis, den 21. Juli, gegen Marktsteinach ausziehen“ und im Oktober 1450 die Burg zu großen Teilen zu zerstören.
1525 schlossen sich im Zuge des Bauernkrieges viele Marktsteinacher Bürger dem aufrührerischen Haufen an und zerstörten die Burg, die danach nicht wieder aufgebaut wurde. Nach 1806 kam der Burgrest an das Königreich Bayern und wurde 1873 in privaten Besitz verkauft.

## Beschreibung
Die Reste der Burg, die wegen ihrer Lage im Dorf auch Burg Nordecke genannt wird, sind heute in der örtlichen Dorfbebauung integriert. Die Burganlage verfügte über fünf Wehrtürme, einen Bergfried mit Verlies, einen Palas sowie eine Ritterwohnung mit Kemenate und einen Rittersaal. Erhalten sind noch verbaute Teile der Ringmauer, Turmreste, Gewölbekeller, der östliche Rundturmstumpf sowie Reste des umgebenden Ringgrabens.

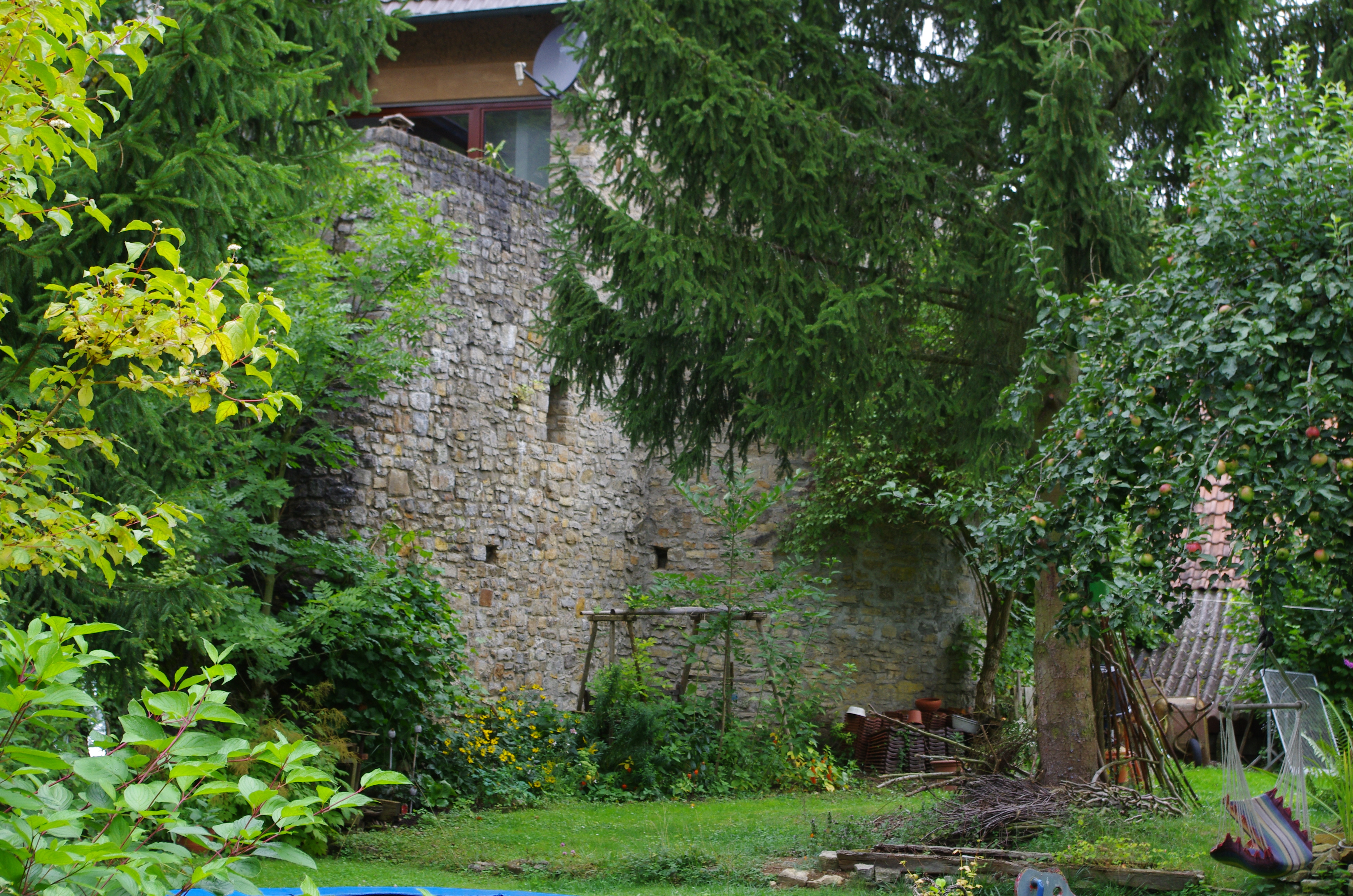
Mauerreste rechts von der Zufahrt (September 2014)

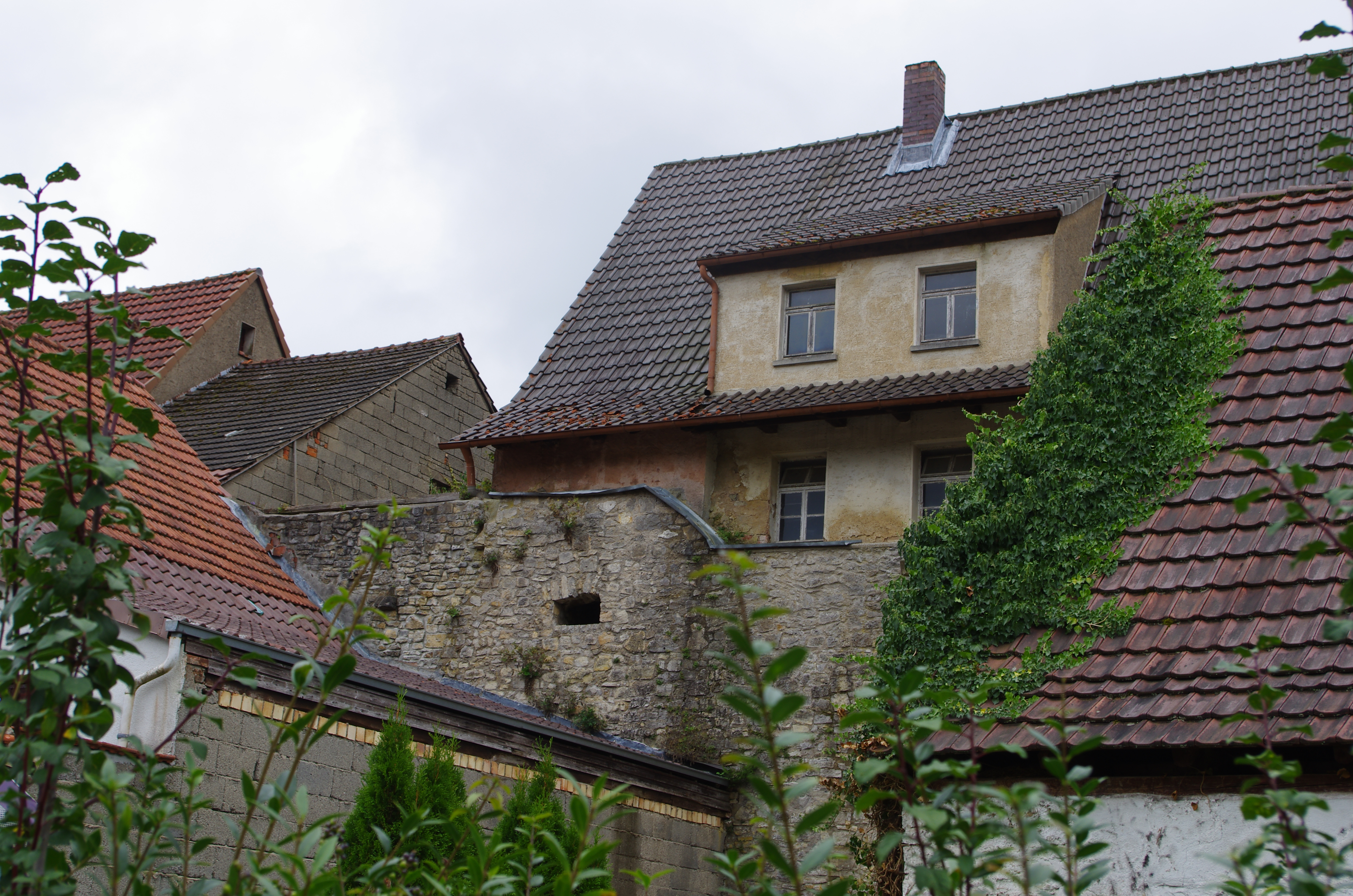
Ringmauerreste (September 2014)